# Franco Cornacchia

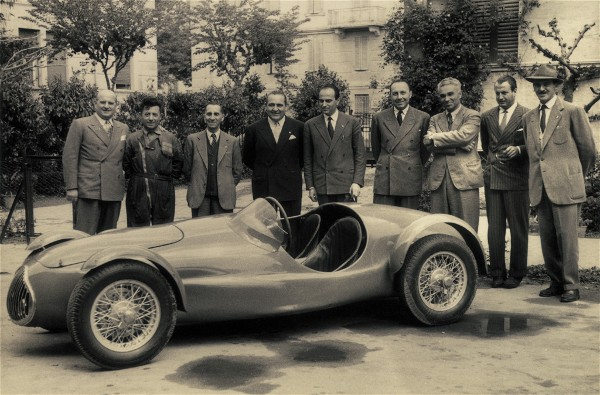
Franco Cornacchia (dritter von links) 1948

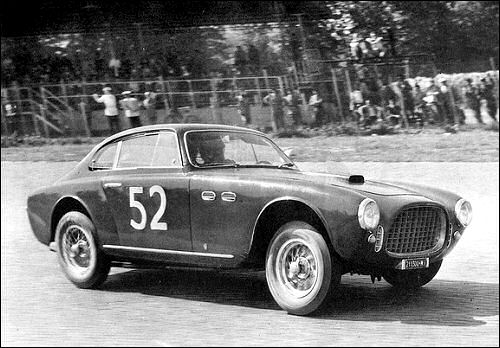
Franco Cornacchia im Ferrari 212 Inter, bei der Coppa Intereuropa 1953

Franco Cornacchia (* 25. Januar 1907 in Maclodio; † nach 1955) war ein italienischer Unternehmer, Rennstallbesitzer und Autorennfahrer.

## Unternehmertum und die Scuderia Guastalla
Franco Cornacchia war in den frühen 1950er-Jahren einer der ersten Ferrari-Händler Italiens. Das Unternehmen befand sich in der Via Freguglia in Mailand, in der Nähe des Justizpalasts, in dem das Corte d’appello di Milano untergebracht war. 1951 gründete er die Scuderia Guastalla, eine Rennmannschaft die Sportwagenrennen mit Ferraris und Monopostorennen mit Rennwagen von Maserati bestritt. Cornacchia unterhielt enge Beziehungen zu Enzo Ferrari, die nach den ersten Erfolgen von Cornacchia als Fahrer entstanden. Den ersten Renneinsatz hatte die Scuderia beim Gran Premio di Siracusa 1951, wo Ferdinando Righetti und Giovanni Bracco in ihren Ferrari 166 Spyder Corsa jeweils ausfielen. 1956 meldete die Scuderia einen Maserati 250F für Umberto Maglioli zum Großen Preis von Großbritannien. Der Wagen fiel nach einem Getriebeschaden aus. Gerino Gerini kam mit dem Wagen beim Großen Preis von Italien als Zehnter ins Ziel.
Größter Erfolg im internationalen Sportwagensport war der dritte Gesamtrang beim 1000-km-Rennen von Monza 1954.

## Karriere als Rennfahrer
Neben seiner Rolle als Teamchef war Cornacchia auch als Fahrer aktiv und fuhr dabei nicht nur für seinen eigenen Rennstall. Erste Erfolge feierte er bei Bergrennen und 1949 mit den Gesamtsiegen im Ferrari 166 MM beim 1-Stunden-Rennen von Senigallia und dem 1-Stunden-Rennen von Triest.
1951 wurde er gemeinsam mit Bracco Gesamtzweiter bei der Targa Florio und siegte mit Clemente Biondetti beim 10-Stunden-Rennen von Messina 1952. Franco Cornacchia startete bei der Mille Miglia, dem 24-Stunden-Rennen von Le Mans, der Carrera Panamericana und 1954 beim erwähnten ersten 1000-km-Rennen von Monza, das er mit Gerini im Ferrari 250 Monza als Gesamtdritter beendete. Seinen letzten Rennsieg feierte er bei der Coppa Felice Bonetto 1955.

## Statistik

### Le-Mans-Ergebnisse
| Jahr | Team          | Fahrzeug           | Teamkollege   | Platzierung | Ausfallgrund |
| ---- | ------------- | ------------------ | ------------- | ----------- | ------------ |
| 1951 | Charles Moran | Ferrari 212 Export | Charles Moran | Rang 16     |              |
| 1952 | Charles Moran | Ferrari 212 MM     | Charles Moran | Ausfall     | Elektrik     |

### Einzelergebnisse in der Sportwagen-Weltmeisterschaft
| Saison | Team           | Rennwagen         | 1   | 2   | 3   | 4   | 5   | 6   |
| ------ | -------------- | ----------------- | --- | --- | --- | --- | --- | --- |
| 1954   | Prado Américas | Ferrari 250 Monza | BUA | SEB | MIM | LEM | RTT | CAP |
| 1954   | Prado Américas | Ferrari 250 Monza |     |     | 5   |     |     |     |
| 1955   |                | Ferrari 750 Monza | BUA | SEB | MIM | LEM | RTT | TAR |
| 1955   |                | Ferrari 750 Monza |     |     | DNF |     |     |     |